# Полосатые сирены

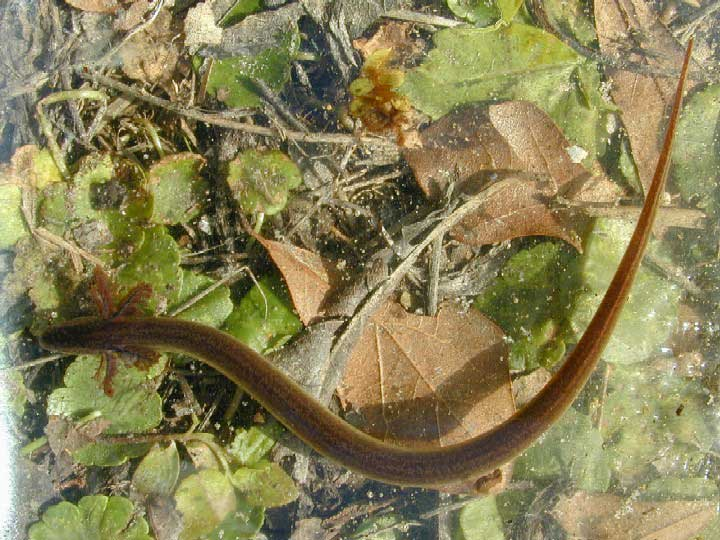
Pseudobranchus axanthus

Полосатые си́рены (Pseudobranchus) — род земноводных семейства сиреновые. Эндемик США.

## Внешний вид и строение
Общая длина представителей этого рода колеблется от 10 до 25 см. Голова вытянутая, глаза маленькие. Туловище вытянутое. Сохраняют внешние жабры всю жизнь. Задние лапы отсутствуют. На передних конечностях по 3 пальца. Окраска преимущественно зелёного или оливкового цвета со светлыми полосами по бокам.

## Образ жизни
Любят стоячие водоёмы, старицы, озера, канавы, болота. В случае пересыхания водоёма способны зарываться в ил. Ведут водный образ жизни. Кормятся беспозвоночными, мелкой рыбой.
Это яйцекладущие земноводные. Самка откладывает яйца на водные растения.

## Распространение
Обитают от Южной Каролины до Флориды (США).

## Виды
В роде полосатых сиренов 2 вида:
- Pseudobranchus axanthus
- Pseudobranchus striatus — Полосатый сирен, или грязевой сирен